# سيرة المرض الحالي
تُمثل سيرة المرض الحالي أو تاريخ المرض الحالي (بالإنجليزية: History of the present illness)‏ العنصر التالي بعد الشكوى الرئيسية أثناء أخذ السيرة المرضية (التاريخ المرضي)، ويشير مصطلح تاريخ المرض الحالي إلى مقابلة تفصيلية تستوجبها الشكوى الرئيسية (على سبيل المثال:الألم).

## الأسئلة المضمنة
نشرت مراكز الرعاية الصحية والخدمات الطبية معايير لأخذ السيرة المرضية بشكل جدير ومستحق. وتمثل السيرة «المختصرة» أحد المكونات الثلاثة. 
تتضمن المصادر الطبية أسئلة متنوعة حول الشكوى الرئيسية أثناء أخذ سيرة المرض الحالي. وقد تم تطوير العديد من المختصرات بهدف تسهيل تصنيف الأسئلة المناسبة وتذكرها، وتغطي الأسئلة الجوانب الآتية:
- موضع العرض (كالألم مثلا)
- طريقة حدوثه (حاد أو تدريجي..)
- سياق حدوثة (يزداد أو يقل أو متقطع ..)
- المدة الزمنية لحدوثه
- العوامل التي تزيد من شدته
- العوامل التي تقلل من شدته
- الأعراض المصاحبة له
- طبيعة الألم (ضغط أو شك أو ثقل أو ألم نابض ...)
- هل الألم منقول؟ وأين موضع النقل؟

كما قد تشمل بعض المصادر السؤال عن التحاليل السابقة أو الأدوية التي تم تناولها وتأثيرها علي الشكوى الرئيسية.